# Rushforth Lake
Rushforth Lake är en sjö i Kanada.   Den ligger i provinsen Manitoba, i den sydöstra delen av landet, 1 700 km nordväst om huvudstaden Ottawa. Rushforth Lake ligger 214 meter över havet. Arean är 8,6 kvadratkilometer. Den sträcker sig 4,1 kilometer i nord-sydlig riktning, och 8,6 kilometer i öst-västlig riktning.
I omgivningarna runt Rushforth Lake växer i huvudsak barrskog. Trakten runt Rushforth Lake är nära nog obefolkad, med mindre än två invånare per kvadratkilometer.